# Aleksa Nenadović
Aleksa Nenadović (en serbe cyrillique : Алекса Ненадовић ; né vers 1749 à Brankovina - mort en 1804 à Valjevo) était un prince (knez) serbe. Il a été tué lors du Massacre des princes (Seča knezova), événement qui fut l'origine immédiate du Premier soulèvement serbe contre les Ottomans.

## Présentation
Aleksa Nenadović est né à Brankovina, près de Valjevo, à un moment où la Serbie était sous domination ottomane. Il était membre de la grande famille des Nenadović, qui remontait à la tribu serbe des Banjani, originaire de Birač près de Nikšić, dans la Vieille Herzégovine.
Il est le père de Mateja Nenadović, qui fut un des chefs du Premier soulèvement serbe contre les Ottomans.